# Frances (sångare)
Sophie Frances Cooke, född 27 juni 1993 i Oxford, mer känd som Frances är en engelsk sångerska och låtskrivare. I december 2015 blev hon nominerad till BBC Sound of 2016-priset. I augusti 2016 medverkade Frances i Allsång på Skansen.